# Piarres Charritton
Piarres Xarriton Zabaltzagarai (ou parfois en français Pierre Charritton), né le 19 octobre 1921 à Hasparren et mort le 17 mars 2017 à Cambo-les-Bains, est un écrivain et académicien basque français de langues basque et française. 

## Biographie
Issu d'une famille d'agriculteurs, Pierre Charritton est l'aîné de six enfants. Très jeune, il entreprend des études de séminariste classique à Hasparren, Ustaritz et plus tard à Bayonne. Il est ordonné prêtre à Hasparren en 1947. 
Après des études supérieures de théologie à Rome et de philosophie à Paris, il exerce la profession d'enseignant de l'école élémentaire à l'universitaire. Au cours des années 1970, il renonce au statut ecclésiastique et fonde une famille, il se marie à Sainte-Agathe-des-Monts (Québec) au Canada en décembre 1976. Dès sa jeunesse il a une activité intellectuelle considérable en publiant de nombreux articles et ouvrages surtout en basque et aussi en français. 
Il devient membre de l'Académie de la langue basque en 1948 et de la Société d'études basques depuis sa restauration. Piarres Charritton reçoit le prix Manuel-Lekuona en 1999.

## Publications
- 14eko Gerla Handia, avec Jean Saint-Pierre, 1998, 262 pages;
- Alfabetatzearen historia Iparraldeann, 1990, 8 pages;
- De re publica edo politikaz, Elkar, 2003, 187 pages;
- Dictionnaire basque-français & français-basque : Hiztegia ..., Xabier Kintana, Pierre Charritton, 2000, 597 pages;
- Eliza eta formazioa Hazparne aldean (XVIII-XX),2000 , Arizmendi;
- Erlisionea: Eskual-Herriari dohazkon egiarik beharrenak, avec Jean Pierre Arbelbide, 1890, 479 pages;
- Eskualdunak, 1943, Aintzina;
- Euskal literaturaren oinarrizko gidaliburua, 1990, 44 pages;
- Euskalzaleen biltzarraren historia laburra: 1901-2003, 2003, 16 pages;
- Extraits Petite histoire religieuse du Pays Basque, 1946, 71 pages;
- Hiztegia: Euskara-Frantsesa/Frantsesa-Euskara, avec Xabier Kintana, 1997, 597 pages;
- J. Mendiague-n bizia eta kantuak,1992, Etor;
- J.M. Moulier "Oxobi", 1990, Eusko Jaurlaritza;
- Jean Haritschelhar, Société d'études basques, 2005, 97 pages;
- Jean Saint-Pierre "Anxuberro" (1884-1951), Inigo Aranbarri, Pierre Charritton, Rosa Miren Pagola, 2003, 28 pages;
- Jean Saint-Pierre "Anxuberro": (1884-1951), Gouvernement basque d'Euskadi, 2003, 24 pages;
- Le droit des peuples à leur identité: l'évolution d'une question ..., 1979, 218 pages;
- Piarres Charritton, 1999, 63 pages;
- Piarres Larzabal, 1999, Eusko Jaurlaritza;
- Pierre Broussain, sa contribution aux études basques, 1895-1920, CNRS, Paris, 1985, 331 pages;
- Pierre Narbaitz: (1910-1984), Gouvernement basque, 2001, 96 pages;
- Xabier Diharce "Iratzeder", 1994, 87 pages;
- XIX. mendeko olerki-bertsogintza, 1990, 168 pages;